# Los Huetos
Los Huetos (en euskera: Oto) era un municipio español que estaba situado en la provincia de Álava, País Vasco.

## Historia
El 10 de julio de 1975 fue absorbido por el municipio de Vitoria y sus tres poblaciones quedaron integradas como concejos dentro del municipio vitoriano.

## Subdivisiones
El municipio estaba formado por 3 pueblos, que actualmente son concejos:

### Concejos
- Hueto Abajo (oficialmente Hueto Abajo/Otobarren)
- Hueto Arriba (oficialmente Otogoien/Hueto Arriba)
- Mártioda (en euskera y oficialmente Martioda)

## Demografía
| Gráfica de evolución demográfica de Los Huetos entre 1842 y 1970 |
| |
| Población de derecho según los censos de población del INE Población de hecho según los censos de población del INEEn estos censos se denominaba Loshuetos: 1877, 1887, 1897, 1900, 1910, 1920 y 1940 Entre el censo de 1981 y el anterior, este municipio desaparece porque se integra en el municipio 01059 (Vitoria) |

Supuesto demográfico 2000 a 2017 si el municipio todavía existiera:
| Gráfica de evolución demográfica de Los Huetos entre 2000 y 2017 |
|                                                                  |
| Población de derecho según los censos de población del INE.      |